# Kanton Condé-en-Normandie
Der Kanton Condé-en-Normandie (bis 23. Februar 2021 Kanton Condé-sur-Noireau) ist ein französischer Wahlkreis im Département Calvados in der Region Normandie. Er umfasst acht Gemeinden aus dem Arrondissement Vire, sein bureau centralisateur ist in Condé-en-Normandie. Im Rahmen der landesweiten Neuordnung der französischen Kantone wurde er im Frühjahr 2015 erheblich erweitert.

## Gemeinden
Der Kanton besteht aus neun Gemeinden und Gemeindeteilen mit insgesamt 22.667 Einwohnern (Stand: 1. Januar 2022) auf einer Gesamtfläche von 487,75 km²:
| Gemeinde                  | Einwohner 1. Januar 2022 | Fläche km² | Dichte Einw./km² | Code INSEE | Postleitzahl |
| ------------------------- | ------------------------ | ---------- | ---------------- | ---------- | ------------ |
| Condé-en-Normandie        | 6.018                    | 62,98      | 96               | 14174      | 14110        |
| La Villette               | 222                      | 9,74       | 23               | 14756      | 14570        |
| Les Monts d’Aunay         | 313                      | 16,21      | 19               | 14027      | 14110        |
| Périgny                   | 57                       | 2,66       | 21               | 14496      | 14770        |
| Pontécoulant              | 71                       | 2,38       | 30               | 14512      | 14110        |
| Saint-Denis-de-Méré       | 760                      | 11,37      | 67               | 14572      | 14110        |
| Souleuvre en Bocage       | 8.643                    | 187,28     | 46               | 14061      | 14260, 14350 |
| Terres de Druance         | 891                      | 37,19      | 24               | 14357      | 14770        |
| Valdallière               | 5.692                    | 157,94     | 36               | 14726      | 14350, 14410 |
| Kanton Condé-en-Normandie | 22.667                   | 487,75     | 46               | 1410       | –            |

1. ↑   Nur die ehemalige Gemeinde Le Plessis-Grimoult, der Rest gehört zum Kanton Les Monts d’Aunay.

Bis zur landesweiten Neuordnung der französischen Kantone im März 2015 gehörten zum Kanton Condé-sur-Noireau die elf Gemeinden Condé-sur-Noireau, La Chapelle-Engerbold, Lassy, Lénault, Périgny, Pontécoulant, Proussy, Saint-Germain-du-Crioult, Saint-Jean-le-Blanc, Saint-Pierre-la-Vieille und Saint-Vigor-des-Mézerets. Sein Zuschnitt entsprach einer Fläche von 105,21 km2. Er besaß vor 2015 einen anderen INSEE-Code als heute, nämlich 1412.

## Veränderungen im Gemeindebestand seit der landesweiten Neuordnung der Kantone
2017:
- Fusion Lassy, Saint-Jean-le-Blanc und Saint-Vigor-des-Mézerets → Terres de Druance

2016:
- Fusion Condé-sur-Noireau, La Chapelle-Engerbold, Lénault, Proussy, Saint-Germain-du-Crioult, und Saint-Pierre-la-Vieille → Condé-en-Normandie
- Fusion Beaulieu, Bures-les-Monts, Campeaux, Carville, Étouvy, La Ferrière-Harang, La Graverie, Le Bény-Bocage, Le Reculey, Le Tourneur, Malloué, Montamy, Mont-Bertrand, Montchauvet, Saint-Denis-Maisoncelles, Sainte-Marie-Laumont, Saint-Martin-des-Besaces, Saint-Martin-Don, Saint-Ouen-des-Besaces und Saint-Pierre-Tarentaine → Souleuvre en Bocage
- Fusion Bernières-le-Patry, Burcy, Chênedollé, Estry, La Rocque, Le Désert, Le Theil-Bocage, Montchamp, Pierres, Presles, Rully, Saint-Charles-de-Percy, Vassy und Viessoix → Valdallière

## Politik
| Vertreter im Departementrat | Vertreter im Departementrat        | Vertreter im Departementrat |
| Amtszeit                    | Namen                              | Partei                      |
| --------------------------- | ---------------------------------- | --------------------------- |
| 1998–2014                   | Pascal Allizard                    | UMP                         |
| 2014–2015                   | Alexandra Patard                   | UMP                         |
| 2015–2021                   | Valérie Desquesne Michel Roca      | DVD                         |
| 2021–                       | Valérie Desquesne Régis Deliquaire | DVD                         |

## Bevölkerungsentwicklung
| 1962  | 1968  | 1975   | 1982  | 1990  | 1999  | 2006  | 2011  |
| ----- | ----- | ------ | ----- | ----- | ----- | ----- | ----- |
| .9469 | .9689 | 10.085 | .9789 | .9019 | .8606 | .8484 | .8385 |

## Nachweise
1. ↑  Décret n° 2021-213 du 24 février 2021 actualisant les dénominations des communes dans les décrets portant délimitation des cantons, www.legifrance.gouv.fr, abgerufen am 23. Januar 2022